# Еквтиме Такаишвили
Еквтиме Такаишвили (на грузински: ექვთიმე თაყაიშვილი) е грузински историк, археолог и общественик.
Роден е на 5 януари 1862 година в Лихаури в благородническо семейство. През 1887 година завършва Санктпетербургския университет, след което работи като учител по история в Тифлис, организира археологически експедиции. През 1918 година участва активно в създаването на Демократична република Грузия, както и на Тифлиския университет. След завземането на Грузия от болшевиките заминава в изгнание, заедно с правителството. През следващите десетилетия изиграва ключова роля в опазването на пренесените във Франция грузински културни ценности, както и за връщането им в Грузия след Втората световна война. Самият той се връща в Грузия, където прекарва остатъкът от живота си под домашен арест.
Еквтиме Такаишвили умира на 21 февруари 1953 година в Тбилиси. След падането на комунистическия режим и възстановяването на независимостта на Грузия е обявен за национален герой и е канонизиран като светец от Грузинската православна църква.